# トロ・ロッソ STR4
トロ・ロッソ STR4（Toro Rosso STR4）は、スクーデリア・トロ・ロッソが2009年のF1世界選手権に投入したフォーミュラ1カー。デザイナーはエイドリアン・ニューウェイ。

## 概要
STR4はレッドブル・テクノロジーで設計され、U字断面のモノコック、プルロッド式リアサスペンション、ディフューザーに連結したリアウィング翼端板といった各部の特徴は、レッドブル・RB5と共通していた。しかし、テクニカルディレクターのジョルジオ・アスカネッリはレッドブル・レーシングとは搭載するエンジンが異なるので、燃料系・冷却系・駆動系などの設計はトロ・ロッソの本拠地ファエンツァで行われたと説明した。実際、RB5に搭載されるルノーエンジンと比べると、STR4のフェラーリエンジンは排熱量が大きく、エンジンカバーの開口部を拡げる必要があった。また、搭載されなかったがフェラーリ製の運動エネルギー回生システム (KERS) を取り入れる設計もされていた。
シーズン中にはRB5と同じく、扁平なノーズコーンやダブルディフューザーがアップデートされた。しかし、更新スケジュールは本家レッドブルから数戦遅れとなり、特にダブルディフューザーは全チーム中最後となる第10戦ハンガリーGPまで待たねばならなかった。
開幕戦ではルイス・ハミルトンの失格によりセバスチャン・ブエミが7位、セバスチャン・ボーデが8位にダブル入賞した（ブエミはF1デビュー戦での入賞）。しかし、その後は予選Q1脱落・決勝ノーポイントという不振が続いた。ハンガリーGPよりボーデが解雇され、リザーブドライバーのハイメ・アルグエルスアリがシートを獲得した。
前年後半戦の好調から一転して、2009年のコンストラクターズランキングは最下位の10位に終わった。アスカネッリはセバスチャン・ベッテルの離脱（レッドブルへの移籍）の影響が予想以上に大きかったことを認めた。

## スペック

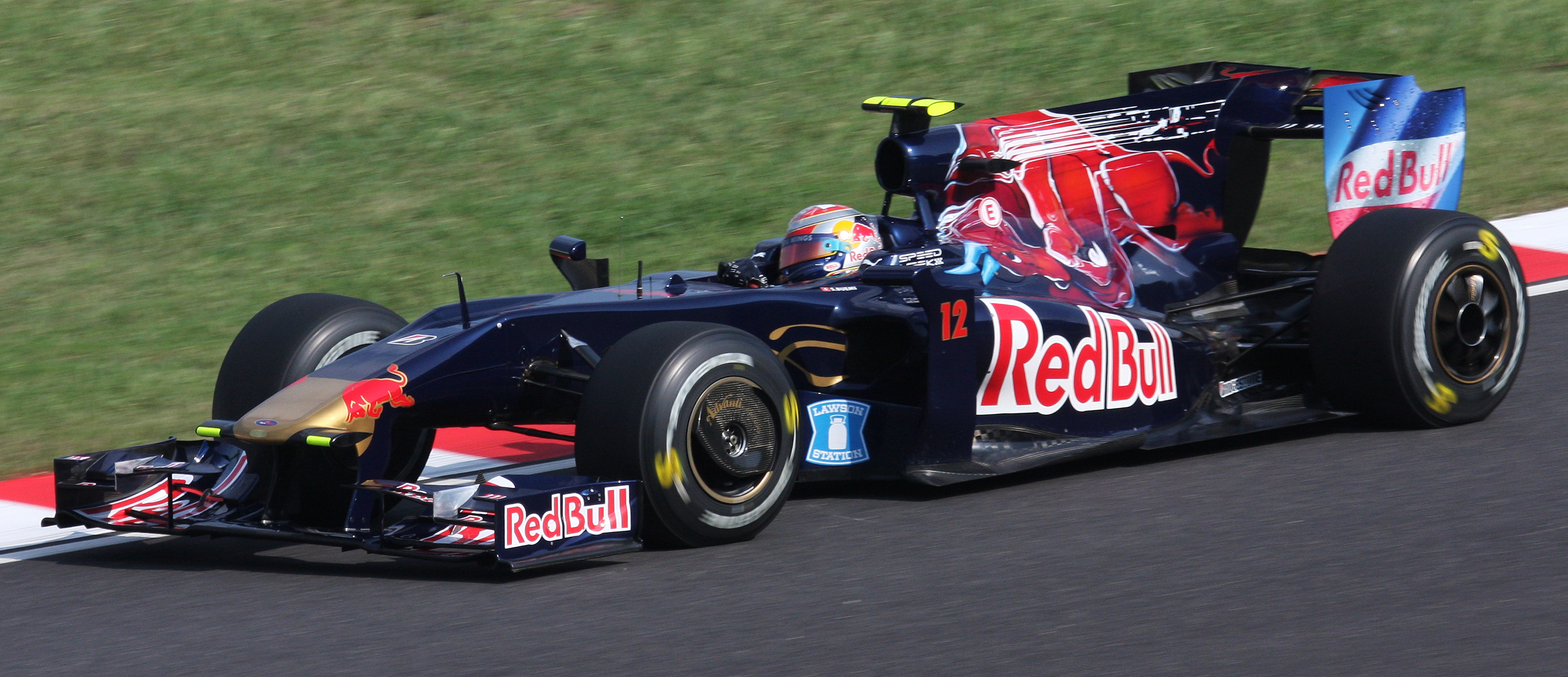
日本GPにてブエミがドライブするSTR4。幅の広いノーズを装着している。

### シャーシ
- シャーシ名 STR4
- シャーシ構造 カーボンファイバー/ハニカムコンポジット複合構造モノコック
- ホイール Advanti Racing
- タイヤ ブリヂストン
- ブレーキ ブレンボ

### エンジン
- エンジン名 フェラーリTipo056
- 気筒数・角度 V型8気筒・90度
- 排気量 2,398cc
- 最高回転数 18,000rpm（レギュレーションで規定）
- シリンダーブロック アルミニウム製
- バルブ数 32
- ピストンボア 98mm
- 重量 95kg以上
- スパークプラグ NGK
- 燃料 シェルULG-66L/2
- 潤滑油 シェル
- イグニッション マニエッティ・マレリ
- インジェクション マニエッティ・マレリ

## シャーシナンバー一覧

### 2009年
| No. | ドライバー       | 1   | 2   | 3   | 4   | 5   | 6   | 7   | 8   | 9   | 10  | 11  | 12  | 13  | 14  | 15  | 16  | 17  |
| No. | ドライバー       | AUS | MAL | CHN | BHR | ESP | MON | TUR | GBR | GER | HUN | EUR | BEL | ITA | SIN | JPN | BRA | ABU |
| --- | ---------------- | --- | --- | --- | --- | --- | --- | --- | --- | --- | --- | --- | --- | --- | --- | --- | --- | --- |
| 11  | ボーデ           | 2   | 2   | 2   | 2   | 2   | 1   | 1   | 1   | 1   |     |     |     |     |     |     |     |     |
| 11  | アルグエルスアリ |     |     |     |     |     |     |     |     |     | 2   | 2   | 2   | 2   | 2   | 2   | 2   | 2   |
| 12  | ブエミ           | 1   | 1   | 1   | 1   | 1   | 3   | 3   | 3   | 3   | 3   | 3   | 3   | 3   | 3   | 3   | 3   | 3   |

## 結果
| 年   | No. | ドライバー       | 1   | 2   | 3   | 4   | 5   | 6   | 7   | 8   | 9   | 10  | 11  | 12  | 13  | 14  | 15  | 16  | 17  | ポイント | ランキング |
| 年   | No. | ドライバー       | AUS | MAL | CHN | BHR | ESP | MON | TUR | GBR | GER | HUN | EUR | BEL | ITA | SIN | JPN | BRA | ABU | ポイント | ランキング |
| ---- | --- | ---------------- | --- | --- | --- | --- | --- | --- | --- | --- | --- | --- | --- | --- | --- | --- | --- | --- | --- | -------- | ---------- |
| 2009 | 11  | ボーデ           | 8   | 10  | 11  | 13  | Ret | 8   | 18  | Ret | Ret |     |     |     |     |     |     |     |     | 8        | 10位       |
| 2009 | 11  | アルグエルスアリ |     |     |     |     |     |     |     |     |     | 15  | Ret | Ret | Ret | Ret | Ret | 14  | Ret | 8        | 10位       |
| 2009 | 12  | ブエミ           | 7   | 16  | 8   | 17  | Ret | Ret | 15  | 18  | 16  | 16  | Ret | 12  | 12  | 13  | Ret | 7   | 8   | 8        | 10位       |

- 太字はポールポジション、斜字はファステストラップ。(key)
- 第2戦マレーシアGPは雨天で赤旗中断となり規定周回数の75％を満たさなかったため獲得ポイントは半分となる。